# 로버트 베리치
로버트 베리치(슬로베니아어: Robert Berić, 1991년 6월 17일 ~ )는 슬로베니아 축구선수로 중국 슈퍼 리그의 톈진 진먼후에서 스트라이커로 활약하고 있다.